# Cornus asperifolia
Cornus asperifolia, el sanguiñuelo de las pagodas o sanguiñuelo asperifolio, es una especie del género Cornus. Es una especie originaria del sudeste de los Estados Unidos como Alabama o Florida, las Carolinas, Georgia y Misisipi.
Es un arbusto de hoja caduca que llega hasta los 4 metros de altura, aunque pueden ser mayores hasta el punto de desarrollarse como un árbol. Las hojas tienen una forma oval-elíptica y una longitud de hasta 7 cm. El haz es rugoso y el envés blanco-pubescente, que en el otoño pasa por colores cálidos naranja-amarillo-rojo. Las flores tienen un color blanco amarillento.